# Spulwürmer
Spulwürmer (Ascaridina) sind eine Unterordnung der Fadenwürmer. Ihre Vertreter leben parasitisch im Darm von Wirbeltieren. In der älteren Systematik waren sie als eigenständige Ordnung Ascaridida eingestuft.

## Merkmale
Spulwürmer haben einen spindelförmigen Körper mit einer Länge von bis zu 50 cm. Die Mundöffnung besitzt drei papillentragende Lippen. Die Speiseröhre ist zylinder- oder keulenförmig und kann Anhänge aufweisen. Der Darm hat bei einigen Taxa im Anfangsbereich ebenfalls Anhänge. Kaudalflügel, seitliche Ausläufer der Kutikula im Hinterkörper, sind nicht ausgebildet oder allenfalls angedeutet.

## Systematik
Nach neuerer Systematik wird das Taxon Ascaridina als eine der fünf Unterordnungen der Ordnung Spirurida eingruppiert. Die Ascaridina werden in fünf Überfamilien, 18 Familien, 43 Unterfamilien und 212 Gattungen unterteilt. Die Unterordnung umfasst 2107 Arten. Die Überfamilien und die ihnen untergeordneten Familien sind:
- Ascaridoidea Baird, 1853
  - Familie Anisakidae
  - Familie Ascarididae
  - Familie Crossophoridae
  - Familie Heterocheilidae
  - Familie Raphidascarididae
- Cosmocercoidea Railiet, 1916 (Skrjabin & Schikhobalova, 1951)
  - Familie Atractidae
  - Familie Cosmocercidae
  - Familie Kathlaniidae
- Heterakoidea Railliet & Henry, 1912
  - Familie Ascaridiidae
  - Familie Aspidoderidae
  - Familie Heterakidae
- Subuluroidea Travassos, 1914
  - Familie Subuluridae
  - Familie Maupasinidae
- Seuratoidea RaillIet, 1906
  - Familie Chitwoodchabaudiidae
  - Familie Cucullanidae
  - Familie Quimperiidae
  - Familie Schneidernematidae
  - Familie Seuratidae